# Cheironitis viridicans
Cheironitis viridicans är en skalbaggsart som beskrevs av Gillet 1918. Cheironitis viridicans ingår i släktet Cheironitis och familjen bladhorningar. Inga underarter finns listade i Catalogue of Life.